# Will Butcher
Will Butcher, född 6 januari 1995, är en amerikansk professionell ishockeyback som spelar för New Jersey Devils i NHL. Han har tidigare spelat på lägre nivå för Denver Pioneers (University of Denver) i NCAA.
Butcher draftades i femte rundan i 2013 års draft av Colorado Avalanche som 123:e spelare totalt.

## Karriär

### NCAA
Han vann Hobey Baker Award, priset för bästa spelare i NCAA, för säsongen 2016–17.

### NHL

#### New Jersey Devils
Han skrev som unrestricted free agent på ett entry-level kontrakt med New Jersey Devils 27 augusti 2017. Kontraktet är värt 1,85 miljoner dollar med 850 000 dollar i möjliga årliga bonusar. Båda delar är högsta tillåtna för entry-level kontrakt i NHL.